# Xilíkovo
Xilíkovo (en rus: Шилыково) és un poble (possiólok) de l'óblast d'Ivànovo, a Rússia, que en el cens del 2010 tenia 1.816 habitants.